# Syndroom van Adie
Het syndroom van Adie is een oogaandoening (syndroom) die meer bij vrouwen dan bij mannen voorkomt (70 en respectievelijk 30%), en meestal tussen de 20 en 40 jaar ontstaat. De pupilreflex van meestal 1 oog is sterk verminderd. Bij lichtinval in het oog zou er normaal gesproken direct een vernauwing van de pupil optreden, maar bij het syndroom van Adie gaat dit zeer traag. Dit geldt eveneens voor de verwijding van de pupil als de lichtsterkte afneemt. Mensen met dit syndroom merken in het begin met name dat ze gauw last hebben van fel licht, en minder goed zicht hebben bij dichtbij zien, zoals bij het lezen.
Tevens blijken de reflexen van de benen nauwelijks aanwezig te zijn of zelfs volledig afwezig. Dit veroorzaakt overigens geen invaliditeit.
De oorzaak is vooralsnog onbekend. Het zou een stoornis kunnen zijn van het parasympathische autonome zenuwstelsel. Sommige onderzoekers zoeken de oorzaak bij de auto-immuunziekten.